# Vin de glace

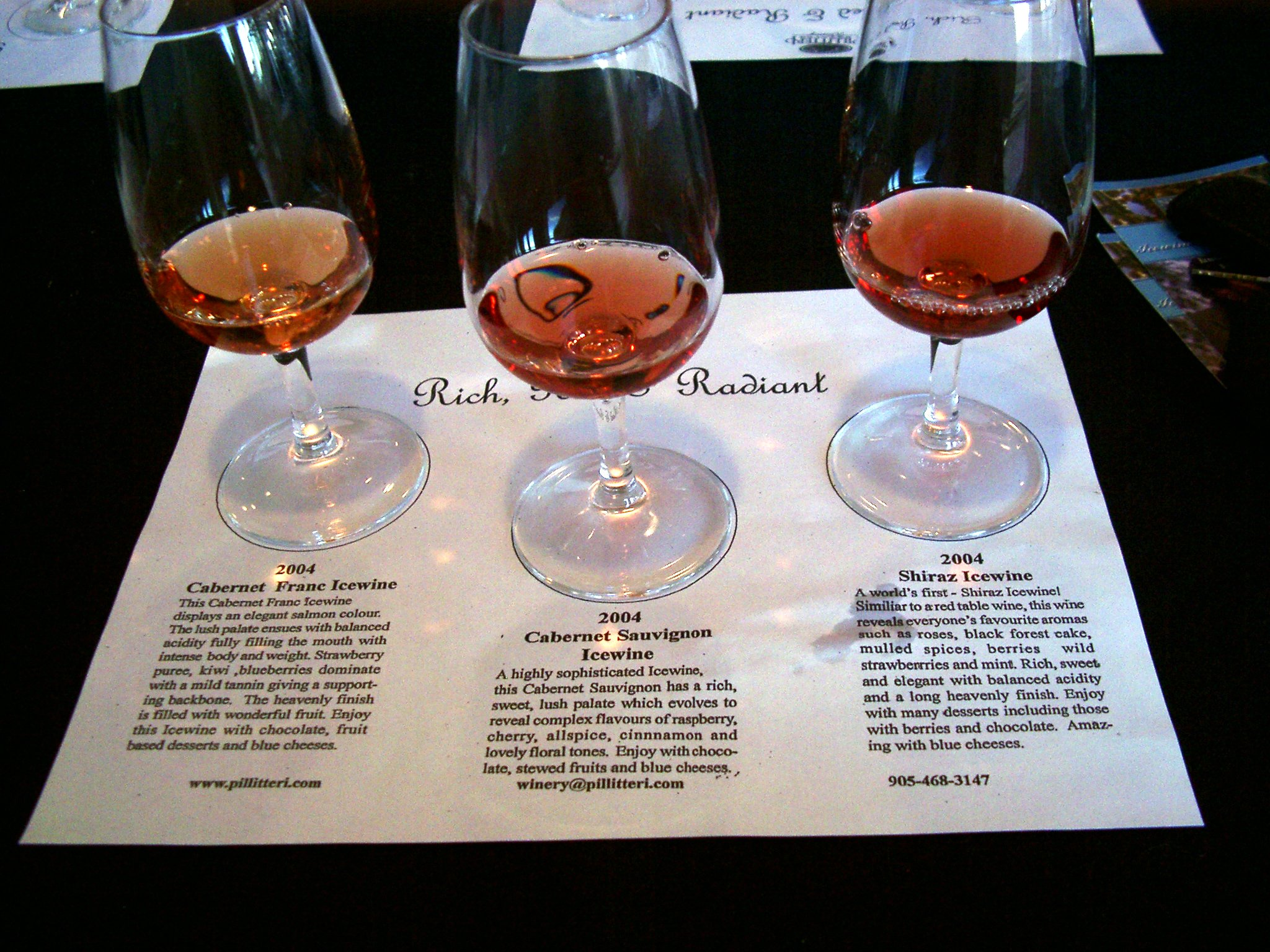
Vins de glace canadiens rouges (assez rarement produits)

Le vin de glace (connu dans les régions productrices sous les noms de Eiswein et icewine) est un vin fait à partir de raisins vendangés gelés. Ce vin possède naturellement une forte teneur en sucres résiduels, équilibrée par son acidité. 

## Histoire
C'est vers la fin du XVIIIe siècle, en Autriche et en Allemagne que surpris par des gelées précoces, des vignerons furent obligés de presser des raisins glacés et découvrirent fortuitement le procédé de fabrication du vin de glace. Selon la petite histoire, des viticulteurs de la région de Franconie, en Allemagne, durent presser des grappes gelées en 1794. Ils furent agréablement surpris du résultat. Vers le milieu du XIXe siècle, le vin de glace « Eiswein » était produit d'une manière assez régulière dans la région de Rheingau. L'Allemagne et l'Autriche sont des fournisseurs traditionnels d'Eiswein, bien que la relative clémence du climat européen ne leur permette pas d'en produire tous les ans.
Au Canada, le premier vin de glace fut produit en 1973, en Colombie-Britannique, par un immigrant d'origine allemande, Walter Heinle. La production s'est ensuite développée en Ontario, les conditions hivernales étant plus régulières dans cette province. Les deux provinces ont élaboré des chartes de production sous contrôle d'un organisme provincial.

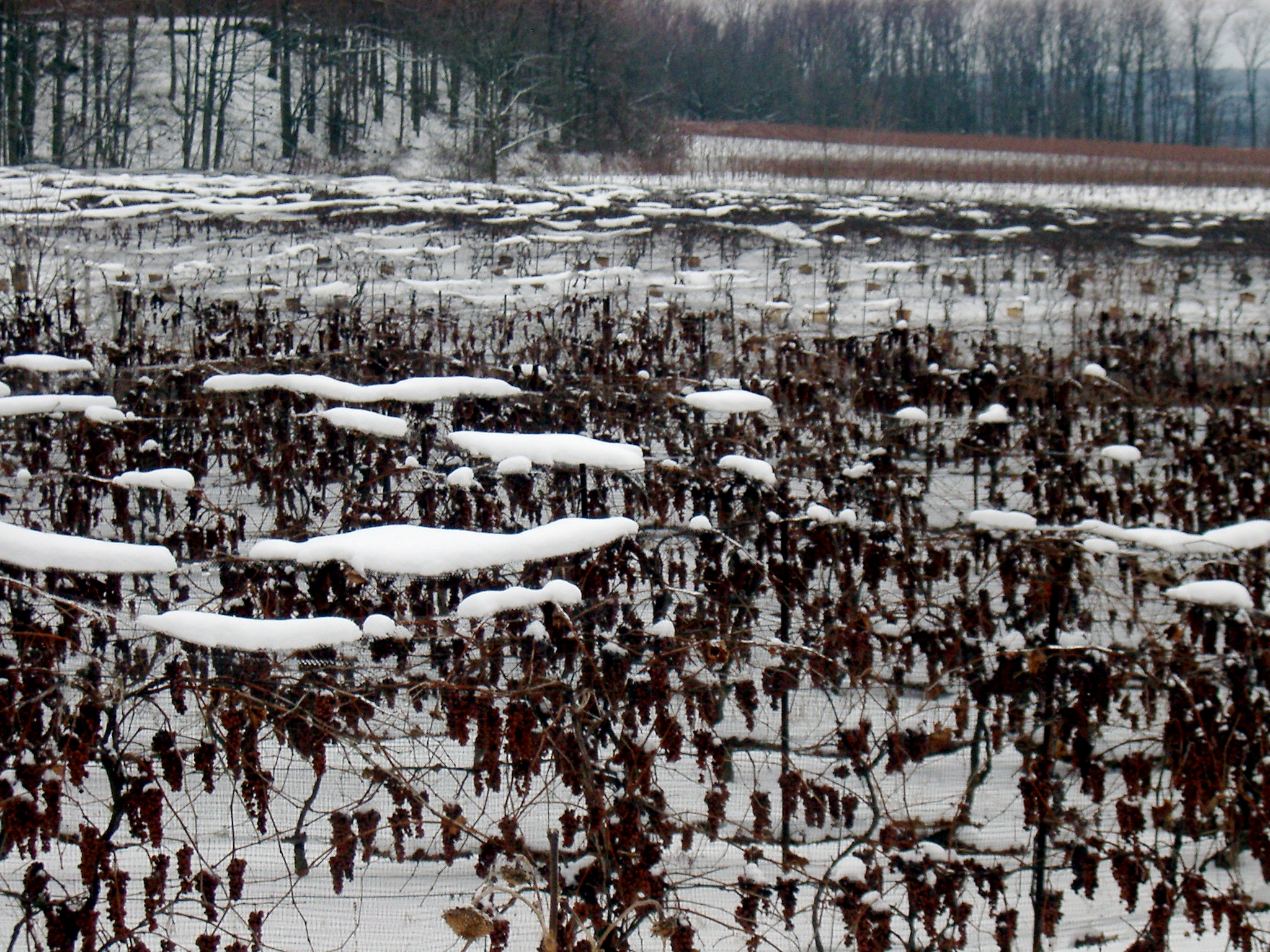
Grappes gelées à Niagara-on-the-Lake (janvier 2007)

Le Canada est devenu le premier producteur mondial de vin de glace, particulièrement grâce à la production ontarienne. Depuis 2001, l'Europe a reconnu l'équivalence des conditions de production du Canada (Colombie-Britannique et Ontario) et a autorisé l'importation du vin de glace canadien,.
On peut aussi trouver un vin de glace en Alsace, mais sous une autre appellation (en général, sous le nom d'une cuvée spéciale).
Les appellations varient selon la langue des pays producteurs : « Icewine » au Canada, « Eiswein » en Autriche et en Allemagne et « Vin de glace » en France, au Luxembourg et au Québec. En 2004, un accord a été signé entre l'Union européenne et le Canada afin de normaliser les techniques de production et de fixer ces appellations.

## Vinification

### Théorie de la cryoextraction

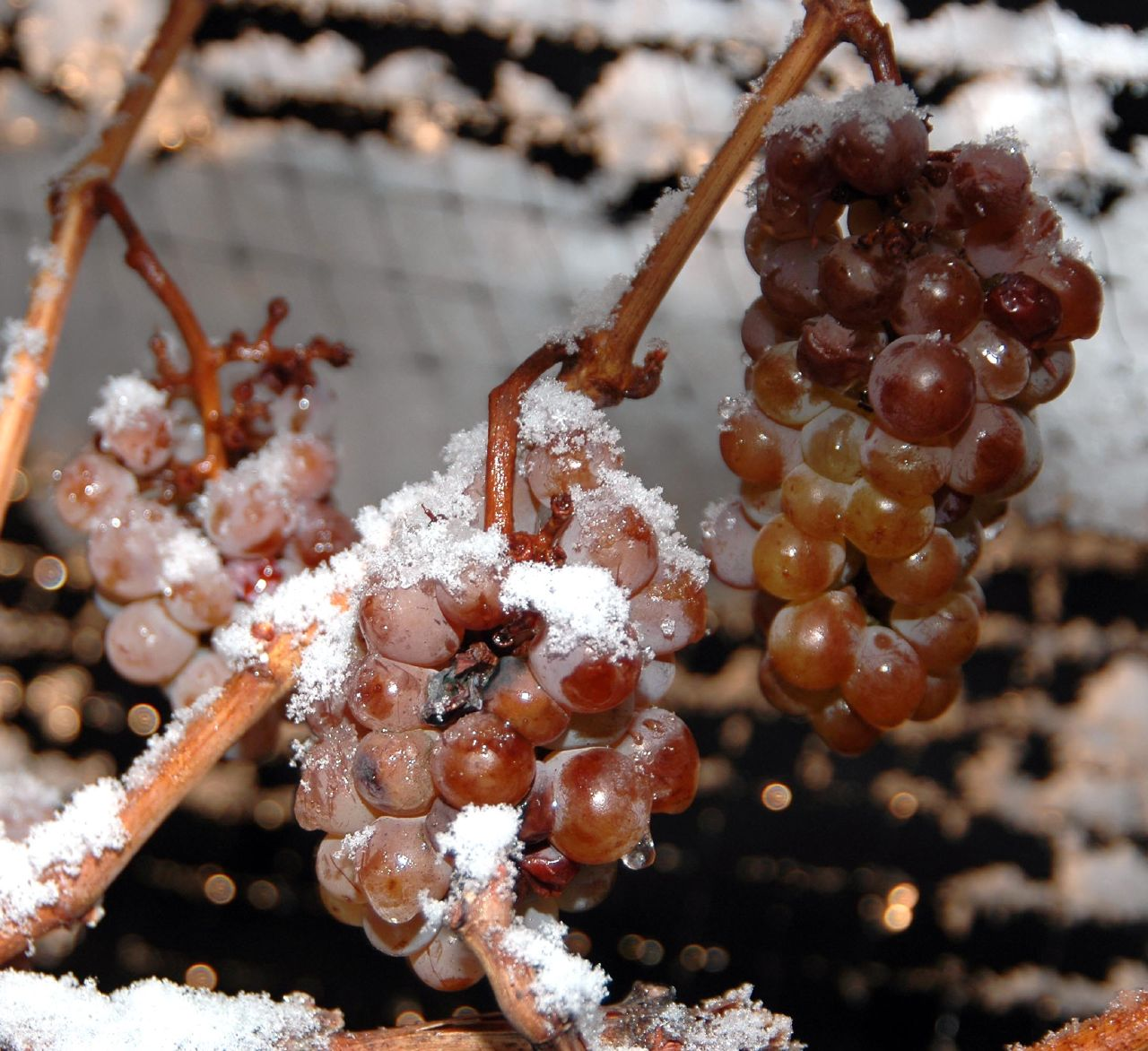
Du raisin gelé qui sera utilisé pour faire du vin de glace.

Dans le raisin, le jus sucré ne gèle qu'à basse température. Ainsi, dans le raisin gelé, les cristaux de glace sont retenus dans le pressoir avec la pulpe. Le jus déjà sucré par une très longue maturation est encore concentré par la perte d'eau gelée. Le taux de sucre peut alors atteindre des valeurs très élevées. La concentration de l'acidité augmente dans des proportions similaires. Le vin de glace est donc un concentré de vendange tardive (sans action de pourriture noble cependant). Cette méthode de fabrication traditionnelle ne fait pas appel à la congélation artificielle, ni à l'ajout de sucre.

### Mode opératoire
Après la chute des feuilles, le raisin attend sur les ceps de vigne l'arrivée du gel. Pour éviter les pertes, les raisins sont fréquemment protégés de filets, selon deux méthodes reconnues. Lorsqu'un gel suffisant est annoncé (selon la charte de production), la récolte peut avoir lieu. Il faut pour cela que la température descende en dessous de −7 °C,,. 
En Ontario, on recherche des températures comprises entre −10 °C et −12 °C, la température minimale étant de −8 °C, soit moins que le standard de l'OIV (−7 °C). Pour ces raisons de contraintes climatiques, la récolte se déroule entre fin décembre et fin février, et a souvent lieu la nuit. La température minimale requise en Colombie-Britannique est également −8 °C.
Dès l'arrivée au chai, le raisin est pressé directement. La concentration du jus obtenu exprimée en degrés Brix est comprise entre 35 °B et 39 °B. Le moût est ensuite mis à fermenter comme pour tout vin liquoreux. Une maturation lente s'opère, donnant un vin sucré et très riche en arômes.

### Exigences essentielles
- Le vin doit provenir d'une liste approuvée de cépages, plantés dans la région.
- Les grappes doivent être récoltées gelées, les conditions exactes dépendant de la région de production.
- Le jus pressé, à l'entrée en fermentation, doit être à 32 °B au moins.
- Le moût final doit avoir une concentration de 35 °B au minimum.
- Le sucre résiduel du vin doit être au moins de 125 grammes par litre.
- L'alcool doit provenir exclusivement de la fermentation des sucres présents naturellement dans les grappes gelées. Aucune addition de sucre.

### Rendement
La nécessité d'un climat froid, la difficulté de sa récolte et la durée de son mûrissement font du vin de glace un vin très confidentiel. La sur-maturité sur souche fait perdre une quantité de jus variable entre 40 et 70 % de la récolte. Le coût des vendanges la nuit et dans le froid est très élevé. Enfin, lors du pressurage, l'eau congelée est éliminée faisant perdre encore une quantité de moût. Ce type de vin est très rare, car les vignerons ne peuvent y consacrer qu'une surface pouvant être vendangée en quelques heures. Toutes ces opérations justifient le prix très élevé de ce type de vin.

### Essais de cryoextraction artificielle
Des chercheurs ont tenté de reproduire ce mode opératoire en région tempérée. En congelant la vendange avec une grande capacité de production de froid, le pressurage a lieu dans les mêmes conditions que pour les vins de glace. 
La maturation n'étant pas aussi poussée, le goût de tels vins semble être moins flatteur. Après des essais de vinification puis des dégustations comparatives, ce procédé a été autorisé dans les AOC de liquoreux du Sauternais mais certains domaines et châteaux déclarent ne pas y avoir recours.

## Production: régions et cépages
Ce type de vin ne peut être élaboré que dans les vignobles septentrionaux où sévit un gel suffisant.
En Autriche et en Allemagne, les plus réputés proviennent notamment du pourtour du lac de Neusiedlersee en Autriche, du long de la Moselle, de la Sarre, de la Ruwer et du Rheingau. Ils y sont appelés Eiswein.
Au Canada, où les domaines continuent à s'étendre, on les trouve notamment, en Ontario, près de Niagara Falls, dans la région Lake Erie North Shore, et sur l'île Pelée et, en Colombie-Britannique, dans les régions de la vallée de l'Okanagan, de la vallée du Fraser, sur l'île de Vancouver, ainsi qu'au Québec. Ils y sont appelés vin de glace ou icewine.
Les cépages estimés les plus nobles sont le riesling, le grüner Veltliner et le gewurztraminer mais on trouve également du chardonnay, du vidal, et parfois des cépages rouges comme le merlot, le cabernet franc et le cabernet sauvignon.

## Commercialisation et gastronomie
Les vins de glace sont extraordinaires de richesse et de persistance aromatique. Concentrés et dotés d'une acidité hors du commun, ils traversent le temps.[non neutre]
Les vins de glace sont vendus au Canada en bouteilles spécifiques allongées de 200 et 375 ml.

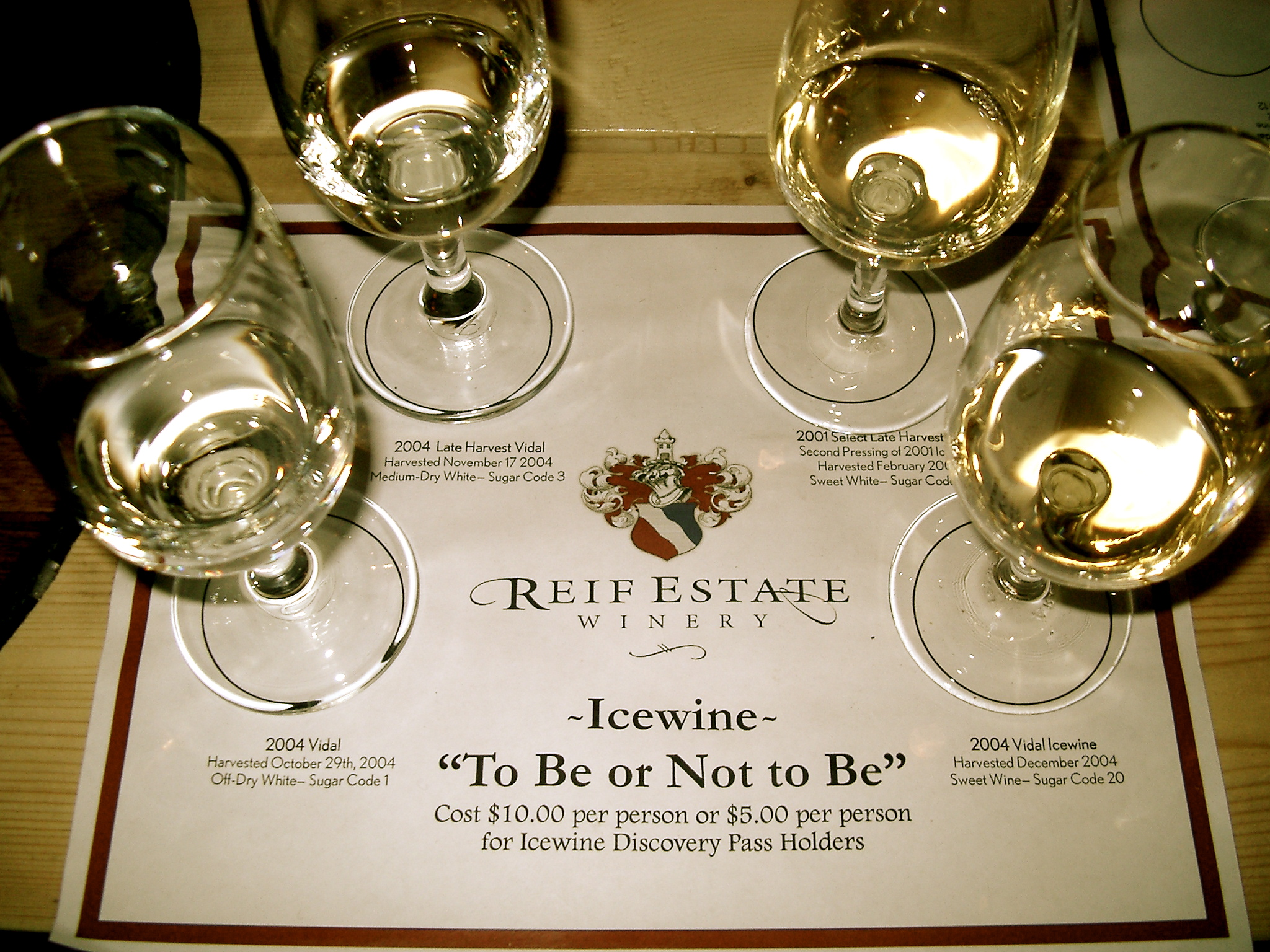
Vins de glace blancs proposés à la dégustation

À la dégustation, on sert le vin de glace vers 6 °C, idéalement dans un verre à dégustation permettant de profiter entièrement des arômes riches et puissants. Il peut se servir à l'apéritif, au fromage ou au dessert. Pour les puristes, il peut se déguster seul, mais il se marie particulièrement bien avec les douceurs et les fromages à pâte dure, comme le comté par exemple. Les arômes du nez peuvent s'orienter, selon les producteurs, vers le minéral ou le fruit jaune, le miel. La fraîcheur en bouche est surprenante quand on connaît la teneur en sucre ; elle est liée à l'acidité. Le vin est particulièrement long en bouche.
Il existe également au Québec du cidre de glace, élaboré de la même manière avec des pommes.